# Rejon tywriwski
Rejon tywriwski – była jednostka administracyjna w składzie obwodu winnickiego Ukrainy. Rozwiązany w 2020 r., wskutek reformy decentralizacyjnej. 
Powstał w 1923. Miał powierzchnię 880 km² i liczył około 48 000 mieszkańców. Siedzibą władz rejonu był Tywriw.
W skład rejonu wchodziły dwie osiedlowe rady oraz 25 silskich rad, obejmujących 52 wsie i jedną osadę. 
Obecnie jest częścią rejonu winnickiego. Jego terytorium zostało rozdzielone pomiędzy 5 nowo utworzonych terytorialnych hromad: tywriwską, hniwańską, sutyską, szpykiwską i woroszyłowiecką.

## Miejscowości rejonu
- Borskiw (Борсків)
- Buszynka (Бушинка)
- Czeremoszne (Черемошне)
- Dzwonicha (Дзвониха)
- Dowhopoliwka (Довгополівка)
- Dubyna (Дубина)
- Fedoriwka (Федорівка)
- Hniwań (Гнівань)
- Hryszowce (Гришівці)
- Gryżyńce (Грижинці)
- Huta-Buszyńska (Гута-Бушинська)
- Huta-Szerszniwska (Гута-Шершнівська)
- Iwankiwci[1][2]  (Іванківці)
- Iwoniwci (Івонівці)
- Iskriwka (Іскрівка)
- Jarysziwka (Яришівка)
- Kalnysziwka (Кальнишівка)
- Kanawa (Канава)
- Kliszcziw (Кліщів)
- Kobyłeckie (Кобелецьке)
- Koluchiw (Колюхів)
- Krasne (Красне)
- Kraśnianka (Краснянка)
- Kruhy (Круги)
- Kurnyky (Курники)
- Łany (Лани)
- Majdan (Майдан)
- Mała Wułyha (Мала Вулига)
- Markiwka[3] (Марківка)
- Majaniw (Маянів)
- Nowe Misto (Нове Місто)
- Onytkiwci (Онитківці)
- Pyljawa (Пилява)
- Pyrohiw (Пирогів)
- Pidlisiwka(Підлісівка)
- Polowa Słobidka (Польова Слобідка)
- Potusz (Потуш)
- Rachny-Polowi (Рахни-Польові)
- Rohizna (Рогізна)
- Sełyszcze (Селище)
- Slidy (Сліди)
- Sokołynci (Соколинці)
- Strojinci (Строїнці)
- Studenycja (Студениця)
- Sutysky (Сутиски)
- Szenderiw (Шендерів)
- Szerszni (Шершні)
- Tywrów (Тиврів)
- Trostjanec (Тростянець)
- Urożajne[4]  (Урожайне)
- Ujaryńci (Уяринці)
- Wasyliwka (Василівка)
- Wełyka Wułyha (Велика Вулига)
- Woroszyliwka (Ворошилівка)
- Zarwanka (Зарванка)
- Żahniwka (Жахнівка)